# Crassochaeta
Crassochaeta — рід грибів родини Trichosphaeriaceae. Назва вперше опублікована 1999 року.

## Класифікація
До роду Crassochaeta відносять 3 види:
- Crassochaeta austriaca
- Crassochaeta fusispora
- Crassochaeta nigrita